# ياسونوري هيبي
ياسونوري هيبي (باليابانية: 日比 康順) (18 سبتمبر 1985 في أوساكا في اليابان – )؛ هو لاعب كرة قدم سابق كان يلعب كلاعب وسط.